# Encephalartos hirsutus
Encephalartos hirsutus är en kärlväxtart som beskrevs av P.J.H. Hurter. Encephalartos hirsutus ingår i släktet Encephalartos och familjen Zamiaceae. IUCN kategoriserar arten globalt som akut hotad. Inga underarter finns listade i Catalogue of Life.